# Імені Георгія Кірпи
Імені Георгія Кірпи (до 2008 року — Бортничі) — проміжна залізнична станція 5-го класу Київської дирекції Південно-Західної залізниці на електрифікованій лнії Дарниця — Гребінка між зупинними пунктами Лісництво (3 км) та Мала Олександрівка (6 км). Розташована в селищі Бортничі, у Дарницькому районі міста Києва.

## Історія
Станція відкрита у 1901 році під первинною назвою Борничі, за однойменною назвою місцевості.
У 2008 році, за ініціативою колективу Південно-Західної залізниці  станцію Бортничі перейменувано на честь українського політичного та державного діяча, генерального директора Державної адміністрації залізничного транспорту України (2000—2004) Георгія Кірпи.

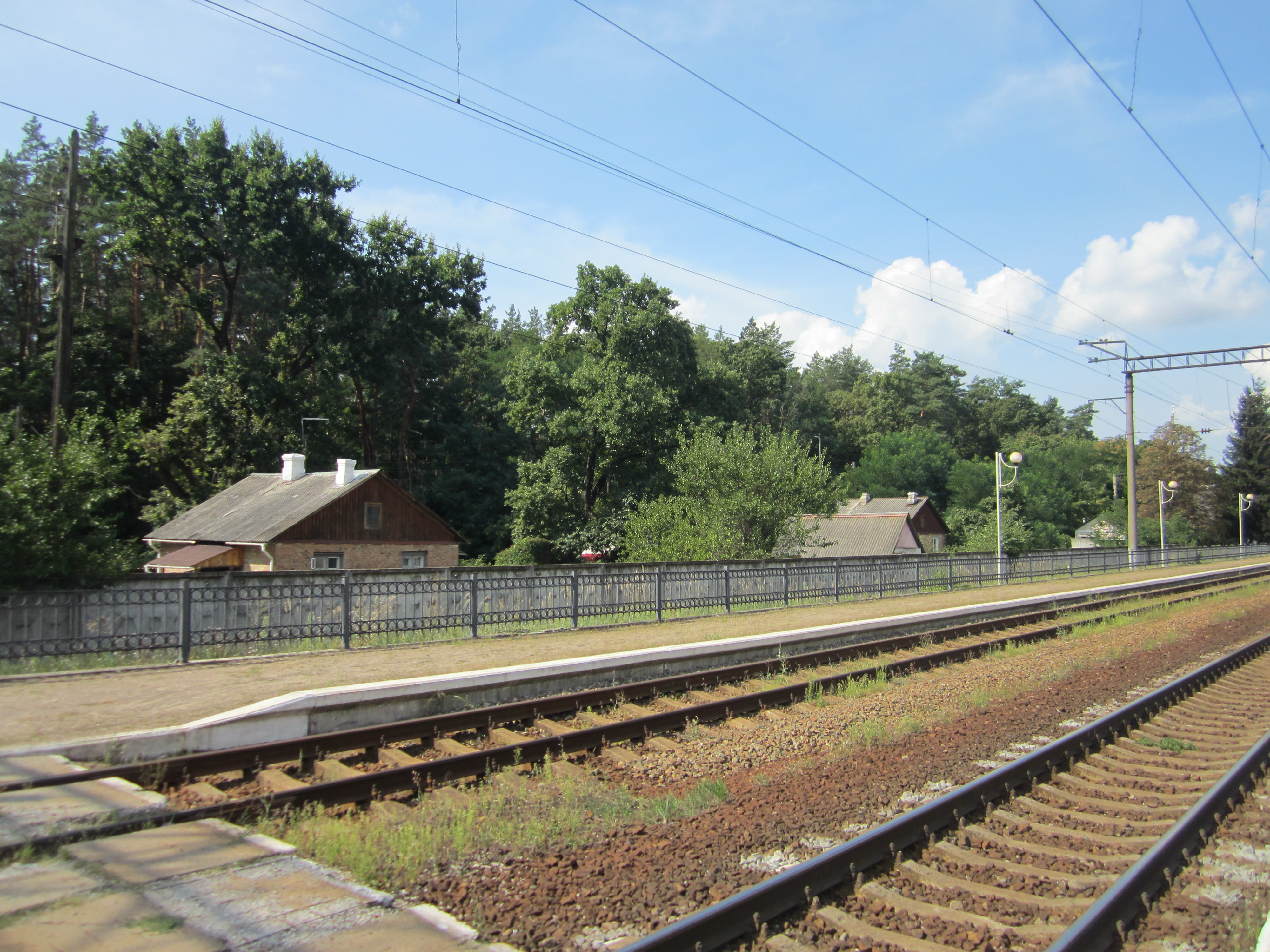
Селище станції Бортничі
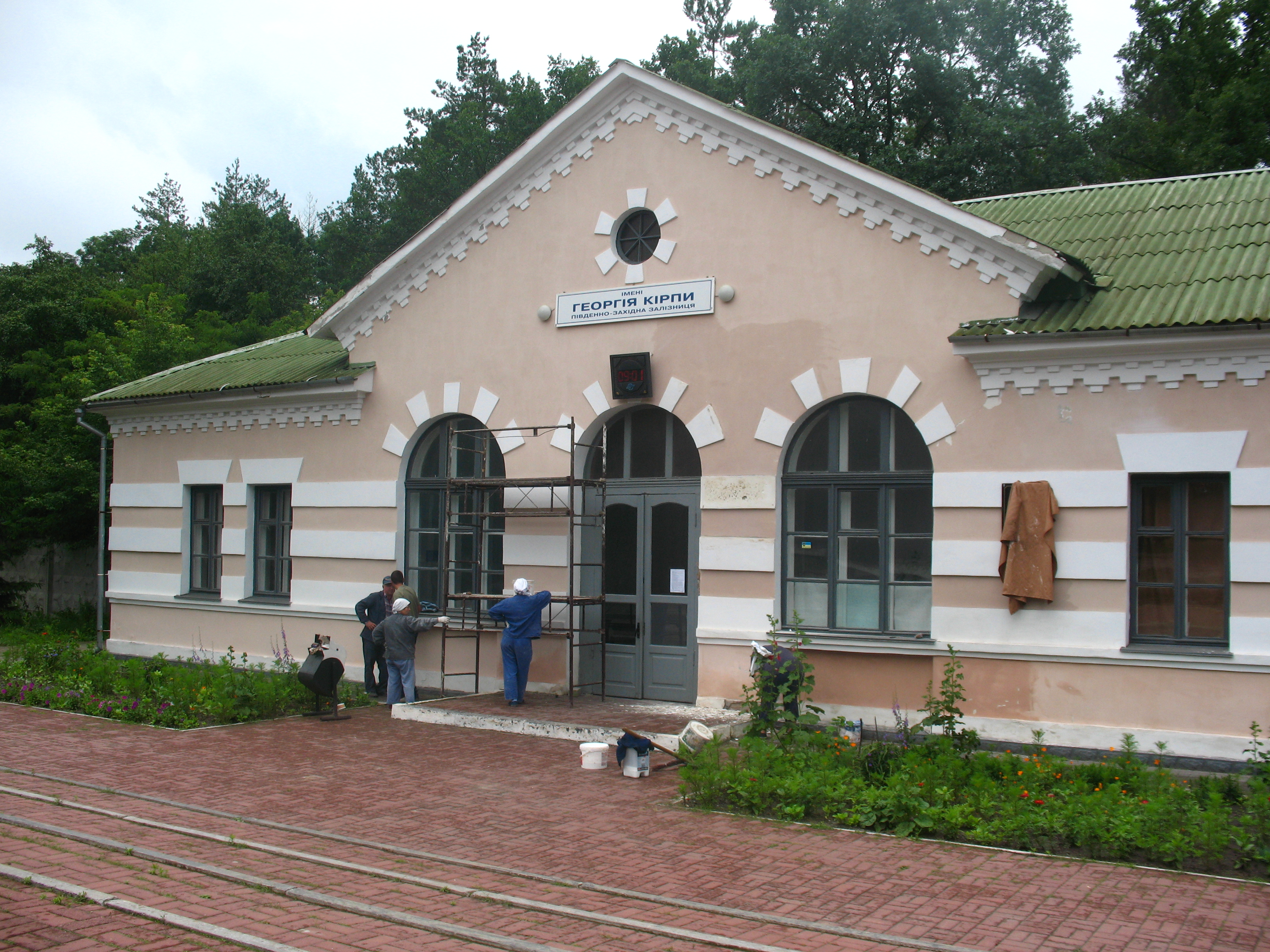
Вокзал
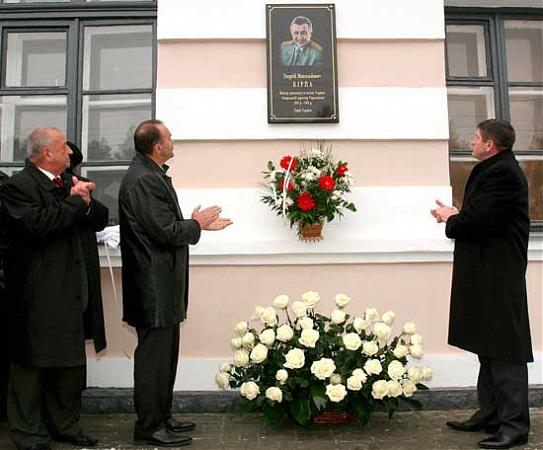
Відкриття меморіальної дошки на честь Георгія Кірпи

Напередодні дня пам'яті видатного залізничника, Міністра транспорту України (2002—2004) Георгія Кірпи, генеральний директор «Укрзалізниці» Михайло Костюк та начальник Південно-Західної залізниці Олексій Кривопішин відвідали перейменовану станцію та відкрили меморіальну дошку Георгію Кірпі.
7 серпня 2017 року, близько 50 невідомих осіб в масках, серед яких були озброєні бейсбольними битами, захопили приміський електропоїзд сполученням Київ — Гребінка й нахабно розмалювали 8 вагонів поїзда. Зазначалося, що чоловіки з битами погрожували локомотивній бригаді та не давали вийти з кабіни машиніста, палили на платформі димові шашки.

## Пасажирське сполучення
На станції зупиняються приміські електропоїзди Яготинського напрямку.

## Галерея

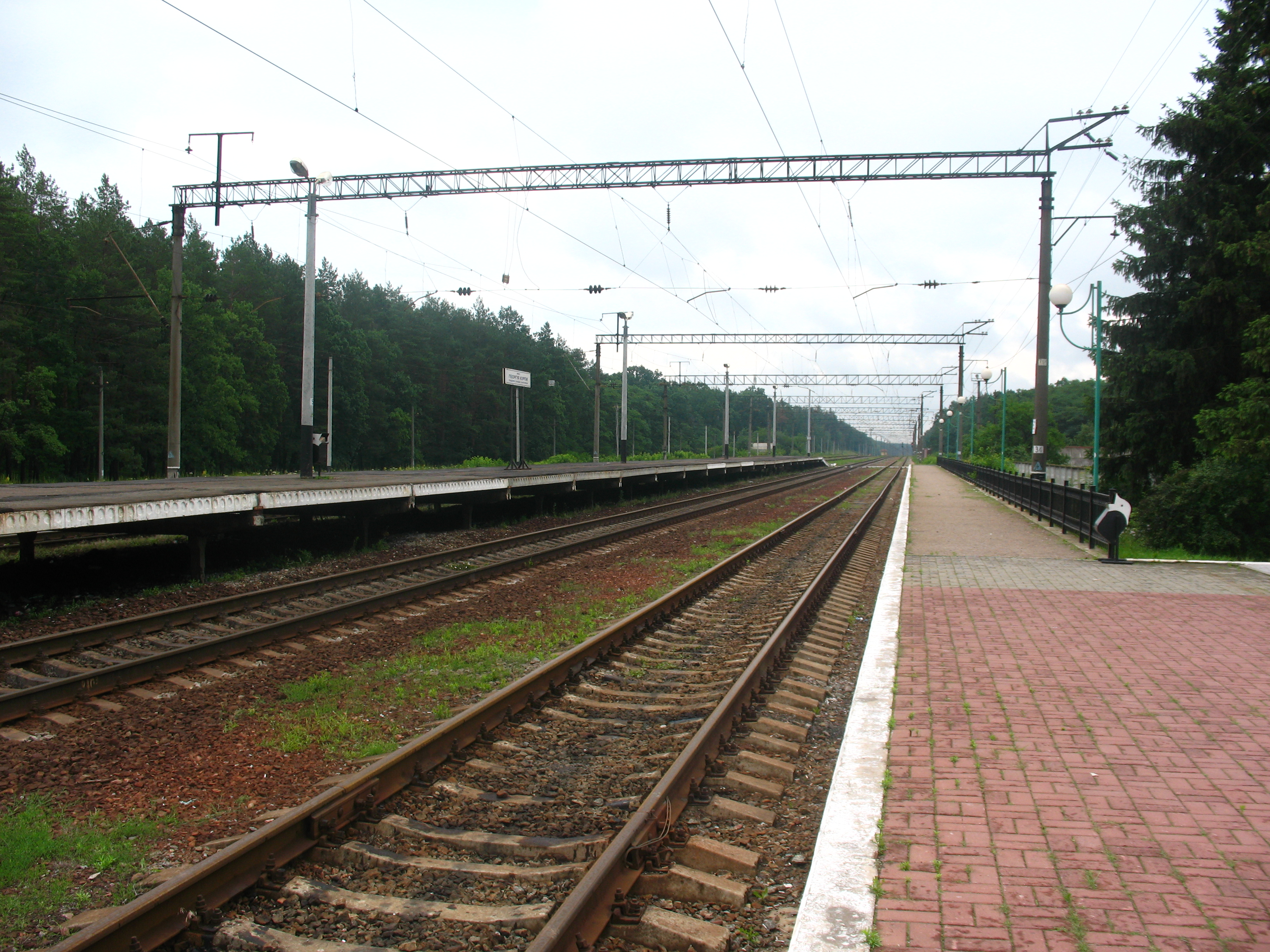
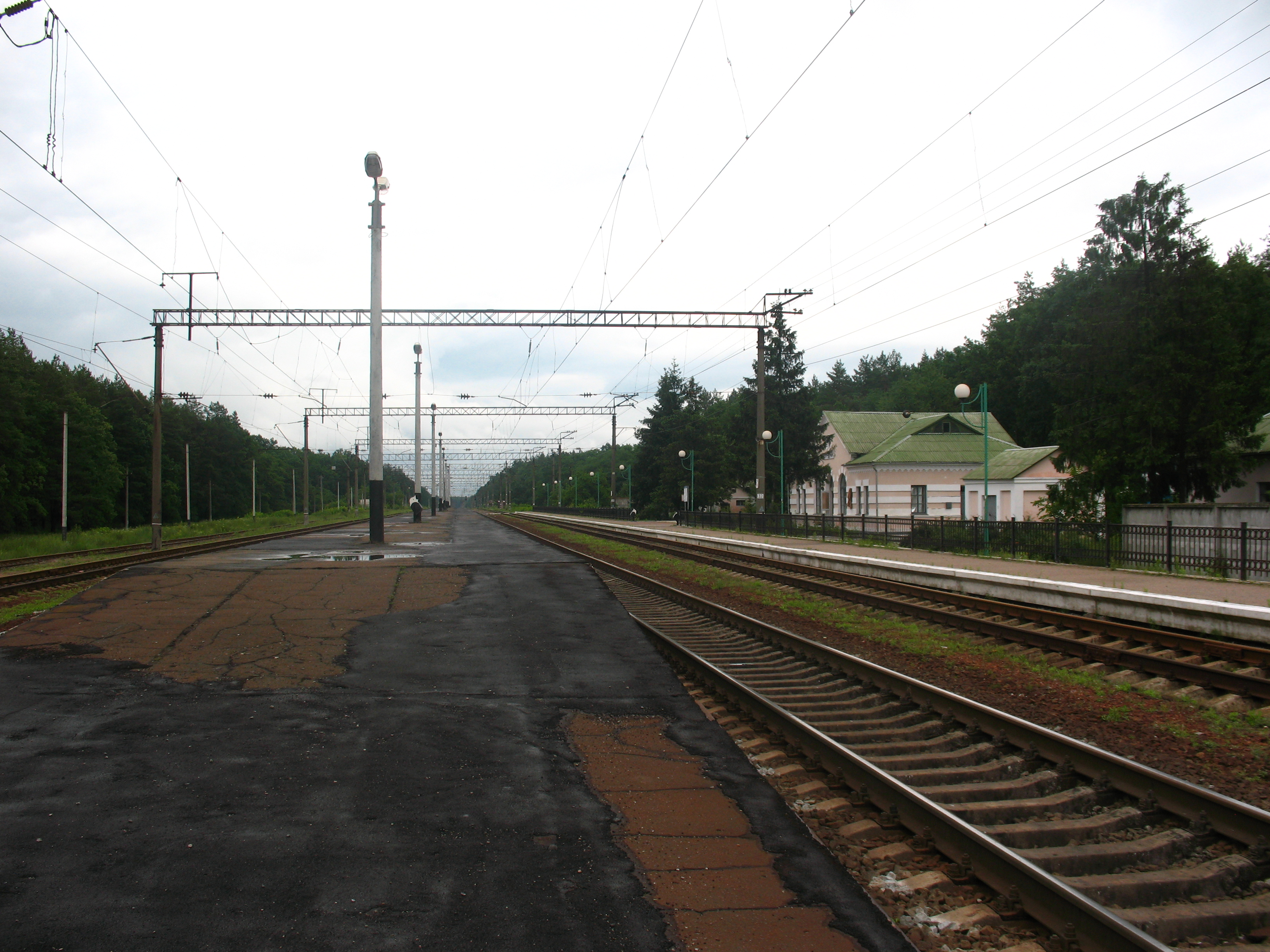
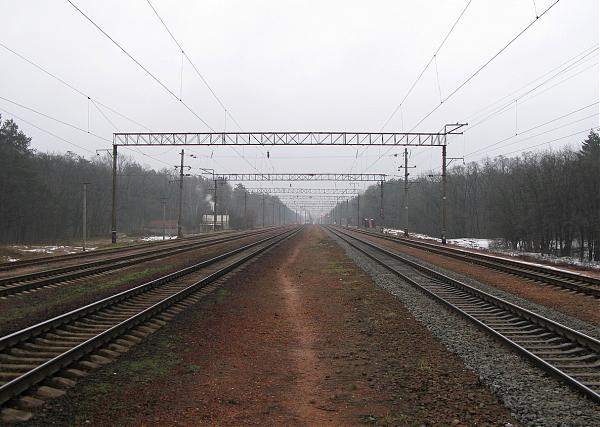
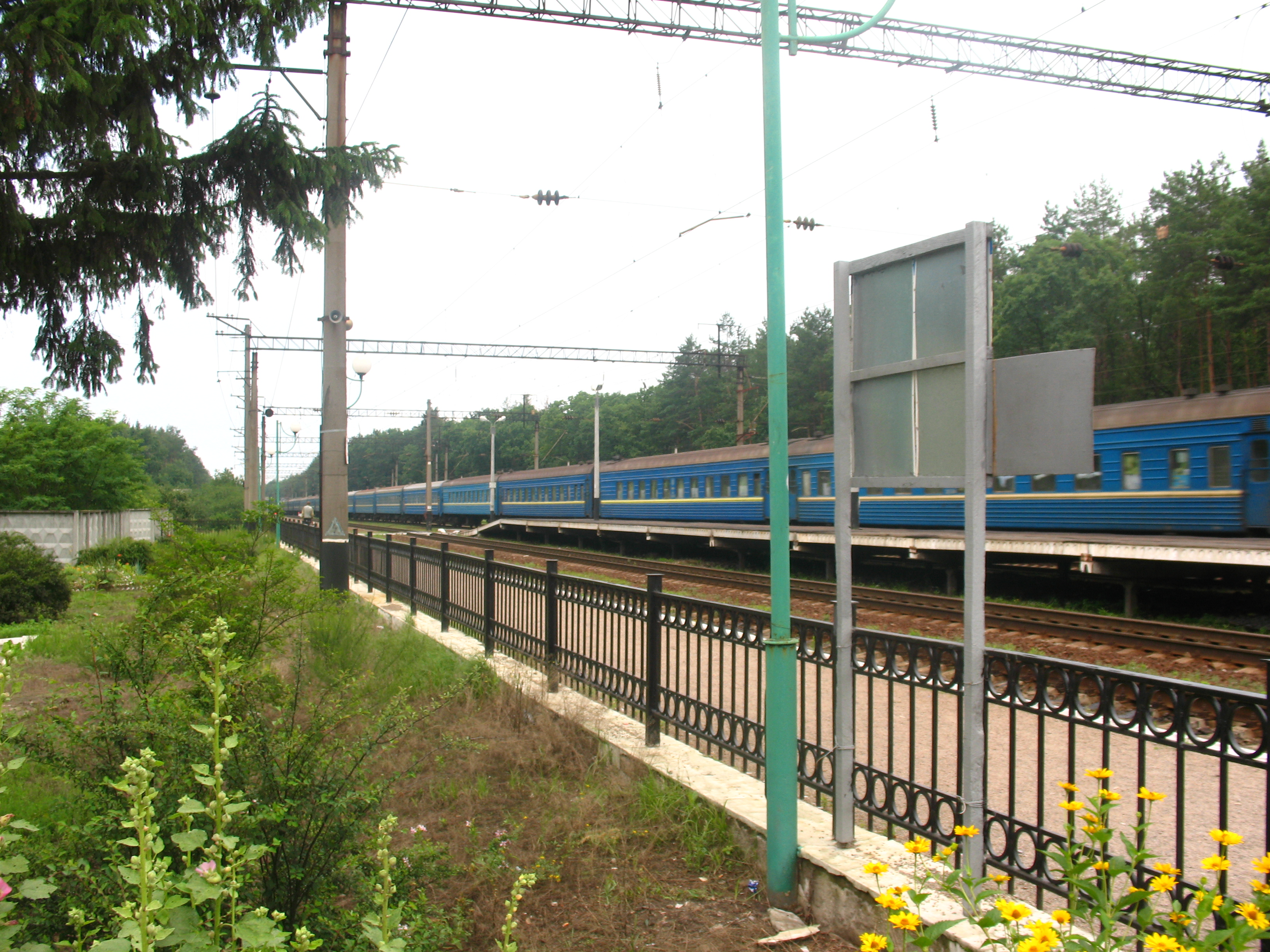